# Rhysia autumnalis
Rhysia autumnalis is een hydroïdpoliep uit de familie Rhysiidae. De poliep komt uit het geslacht Rhysia. Rhysia autumnalis werd in 1965 voor het eerst wetenschappelijk beschreven door Brinckmann. 